# Funzione additiva
In teoria dei numeri, una funzione additiva è una funzione aritmetica f(n) dell'intero n tale che per ogni a e b interi coprimi si abbia:
{\displaystyle f(ab)=f(a)+f(b)\,}

## Funzione completamente additiva
Una funzione additiva {\displaystyle f(n)} è detta completamente additiva se {\displaystyle f(ab)=f(a)+f(b)} è vera per tutti gli interi positivi a e b, anche se non sono coprimi.
Ogni funzione completamente additiva è additiva, ma non viceversa.

## Esempi
Sono funzioni aritmetiche completamente additive:
- La funzione logaritmo considerata in N.
- a0(n) - la somma dei primi che dividono n. Abbiamo a0(20) =  a0(22 · 5) = 2 + 2+ 5 = 9. Alcuni valori: (OEIS A001414).

a0(4) = 4
a0(27) = 9
a0(144) = a0(24 · 32) = a0(24) + a0(32) = 8 + 6 = 14
a0(2.000) = a0(24 · 53) = a0(24) + a0(53) = 8 + 15 = 23
a0(2.001) = 55
a0(2.002) = 33
a0(2.003) = 2003
a0(54.032.858.972.279) = 1240658
a0(54.032.858.972.302) = 1780417
a0(20.802.650.704.327.415) = 1240681
...
- a1(n) - la somma dei primi distinti che dividono n. Abbiamo: a1(1) = 0, a1(20) = 2 + 5 = 7. Alcuni ulteriori valori: (OEIS A008472)

a1(4) = 2
a1(27) = 3
a1(144) = a1(24 · 32) = a1(24) + a1(32) = 2 + 3 = 5
a1(2.000) = a1(24 · 53) = a1(24) + a1(53) = 2 + 5 = 7
a1(2.001) = 55
a1(2.002) = 33
a1(2.003) = 2003
a1(54.032.858.972.279) = 1238665
a1(54.032.858.972.302) = 1780410
a1(20.802.650.704.327.415) = 1238677
...
- La funzione Ω(n), definita come il numero totale di fattori primi di n, contando ogni fattore nella sua molteplicità. Ciò implica Ω(1) = 0 poiché 1 non ha fattori primi. Alcuni altri valori: (OEIS A001222[collegamento interrotto])

Ω(4) = 2
Ω(27) = 3
Ω(144) = Ω(24 · 32) = Ω(24) + Ω(32) = 4 + 2 = 6
Ω(2.000) = Ω(24 · 53) = Ω(24) + Ω(53) = 4 + 3 = 7
Ω(2.001) = 3
Ω(2.002) = 4
Ω(2.003) = 1
Ω(54.032.858.972.279) = 3
Ω(54.032.858.972.302) = 6
Ω(20.802.650.704.327.415) = 7
...
- ω(n), definita come il numero totale di fattori primi distinti di n. Questo è un esempio di funzione additiva che non è completamente additiva. Alcuni valori (confronta con Ω(n)) (OEIS A001221):

ω(4) = 1
ω(27) = 1
ω(144) = ω(24 · 32) = ω(24) + ω(32) = 1 + 1 = 2
ω(2.000) = ω(24 · 53) = ω(24) + ω(53) = 1 + 1 = 2
ω(2.001) = 3
ω(2.002) = 4
ω(2.003) = 1
ω(54.032.858.972.279) = 3
ω(54.032.858.972.302) = 5
ω(20.802.650.704.327.415) = 5
...

## Funzioni additive e funzioni moltiplicative
Da qualunque funzione additiva {\displaystyle f(n)\,} si può facilmente creare una funzione moltiplicativa {\displaystyle g(n)} , cioè con la proprietà che per ogni a e b coprimi si abbia:
{\displaystyle g(ab)=g(a)\cdot g(b)}
Un esempio è {\displaystyle g(n)=2^{f(n)}}

## Funzioni additive in altri campi della matematica
Al di fuori della teoria dei numeri, si definisce funzione additiva una funzione che preserva l'operazione di addizione:
{\displaystyle f(x+y)=f(x)+f(y)}
per ogni elemento x e y del dominio. L'equazione funzionale precedente è nota come equazione di Cauchy.